# Лисицкий Рождество-Богородицкий монастырь
Лиси́цкий Рождество-Богородицкий монастырь (Лисичий, Лисий или Лисьегорский) — мужской монастырь Новгородской республики, затем Новгородской губернии и уезда. Основан в конце XIV века, упразднён в 1764 году.
Лисья Горка впервые упоминается в Новгородской первой летописи под 6691 годом (1393): «… Поставиша церковь святую Богородицю на Лисицьи горкѣ камену».
На рубеже XIV и XV столетий эта обитель была значимым культурным центром новгородской земли: монастырь имел связь с митрополичьим двором, был прославлен своими пострижениками преподобным Арсением Коневским и святителем Евфимием Новгородским.
В 1450 году в монастыре был составлен не сохранившийся Лисицкий летописец, который упоминается в известиях 1450 и 1572 годов Новгородской второй летописи: «В лето 6958 [1450]. Написана бысть сия книга летописець во обители пречистеи Рожества на Лисьи гори повелением раба Божия дьякона инока Геронтия в полдест, держан»; «В лето 7000 восмдесятага [1572]. Месяца февраль в 5 вторник, а служил того дни в манастыри на Лисьи горе обидню и смотрил в манастыри книгы литописца церковнаго, а сказывал, что литописец Лесицкои добри сполна, ажо не сполна: развие написано в летописце в Лесуцком владыки Навгороцькые, не вси сполна, писаны развие до владыкы Еуфимия Навгороцького. А смотрил в кельи у старца у келаря у Деонисия».
Исследования последних десятилетий позволяют утверждать, что Лисицкий монастырь был и крупным центром книгописания. В настоящее время известно около полутора десятков рукописей XIV—XVI вв., происходящих (судя по выходным записям) из действовавшего при обители скриптория. Тематика этих книг, характер их письма и художественного оформления свидетельствует о связях лисицких книжников с Афоном и Византийским миром. В составе Соловецкого собрания Российской национальной библиотеки хранится Требник 1504 г. — образец русского книгописного искусства рубежа XV и XVI вв., созданный «… благословением и повелением господина игумена Якима».
После упразднения монастыря монастырский собор стал приходским храмом. В 1818 году он стал кладбищенским храмом военного поселения. Находился в 7 верстах к северо-востоку от Торговой стороны Новгорода (на Лисьей горе) (левый берег Малого Волховца).

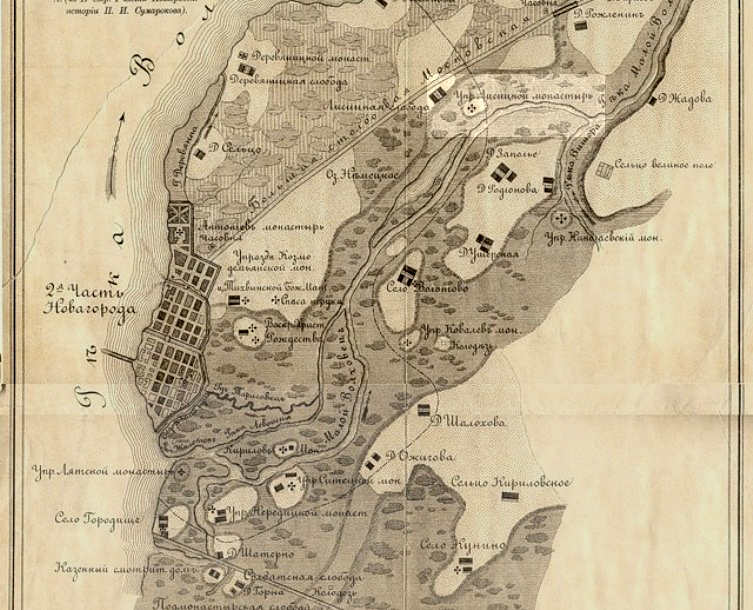
Упразднённый Лисицкий монастырь на плане Новгорода (выделен светлым)

Западнее монастыря у дороги в Хутынский монастырь находилось поселение Лисицкая слобода. Бывший монастырский собор и другие постройки были разрушены уже к середине XIX века. В настоящее время (2010 год) на его месте стоит массивный деревянный крест.